# Леош Јаначек
Леош Јаначек (чеш. Leoš Janáček; Хуквалди, 3. јул 1854 — Острава, 12. август 1928) је био чешки композитор.
Студирао је у Прагу, Лајпцигу и Бечу. Водио је оргуљашку школу у Брну, која је његовом заслугом постала конзерваторијум, а касније је био професор композиције у Прагу. Проучавајући чешки и моравски фолклор, развио је тзв. теорију говорне мелодије која је постала исходиште његовог музичко-драматског стила. Прошао је импресионистичку фазу, али долази до индивидуалног, експресионистичког израза.
Његова музика прожета је чешким националним духом. Обрађивао је народне песме и писао теоретска дела, чланке и критике.

## Дела

### Опере
- „Њезина пасторка“,
- „Катја Кабанова“,
- „Из мртвог дома“,
- „Доживљаји лукаве лије“.

### Вокалне композиције
- "Глагољска миса"
- „Храдчанске песмице“.